# Plosca, Hunedoara
Plosca este un cătun în județul Hunedoara, Transilvania, România, situat pe teritoriul comunei Teliucu Inferior. 
În trecut, aici a existat o mănăstire românească.